# NGC 1667
NGC 1667 је спирална галаксија у сазвежђу Еридан која се налази на NGC листи објеката дубоког неба.
Деклинација објекта је - 6° 19' 13" а ректасцензија 4h 48m 37,0s. Привидна величина (магнитуда) објекта NGC 1667 износи 12,1 а фотографска магнитуда 12,8. NGC 1667 је још познат и под ознакама NGC 1689, MCG -1-13-13, IRAS 04461-0624, PGC 16062.